# 아체인
아체인(영어: Acehnese, 아체어: Ureuëng Acèh)은 인도네시아 수마트라섬 북단의 아체 지방의 토착 민족이다. 아체인의 대부분은 무슬림이다. 이들의 언어인 아체어는 오스트로네시아어족 말레이폴리네시아어파의 아체-참어군에 속한다.
아체인들의 전통과 언어에서 보이는 많은 산스크리트어 단어에서 알 수 있듯이 이들은 한때 부분적으로 힌두교화된 적이 있다. 그러나 이슬람 세계와의 무역으로 인해 아체 인구는 이슬람화되어 이슬람이 이들이 실천하던 옛 종교를 점차 대체했다. 오늘날 아체인의 추산 인구는 3,526,000명에서 420만 명 사이이다.

## 같이 보기
- 아체 반란
- 루모 아체